# Manuel Lobo
Manuel Lobo ou Manuel Lobo de Alcáçova (Verdelha, 19 de fevereiro de 1635 - Buenos Aires, 7 de janeiro de 1683) foi um militar português que atuou na Guerra da Restauração de Portugal (1640-1668) e foi governador da capitania do Rio de Janeiro a partir de 1679. Em 1680 fundou a Colônia do Sacramento, povoação atualmente localizada no Uruguai.

## Biografia

### Em Portugal
Manuel Lobo nasceu em 1635 na aldeia de Verdelha do Ruivo, freguesia de Vialonga de Vila Franca de Xira, em Portugal. Seus pais, de nobre linhagem, eram João da Costa Fogaça de Sá e Maria de Menezes. O apelido "Lobo" foi derivado de seu avô materno, D. Manuel Lobo de Alcáçova Carneiro, da casa dos Alcaides de Campo Maior.
Em 1652, aos 17 anos, no contexto da Guerra da Restauração (1640-1668), Manuel Lobo entrou para o exército como soldado de infantaria. Participou da retomada de Mourão (outubro de 1657) e teve destacada atuação na tomada do Forte de São Miguel, durante o Cerco de Badajoz (julho de 1658). Em 1659 participou na Batalha das Linhas de Elvas. Os feitos de armas de Manuel Lobo valeram-lhe uma comenda da Ordem de Cristo e uma soma de 120 ducados anuais, como consta numa resolução real datada de 9 de Agosto de 1663. Também participou da Batalha do Ameixial (Junho de 1663) e na Batalha de Montes Claros (Junho de 1665) e exerceu o cargo de comissário geral da cavalaria do Alentejo.

### Brasil colónia

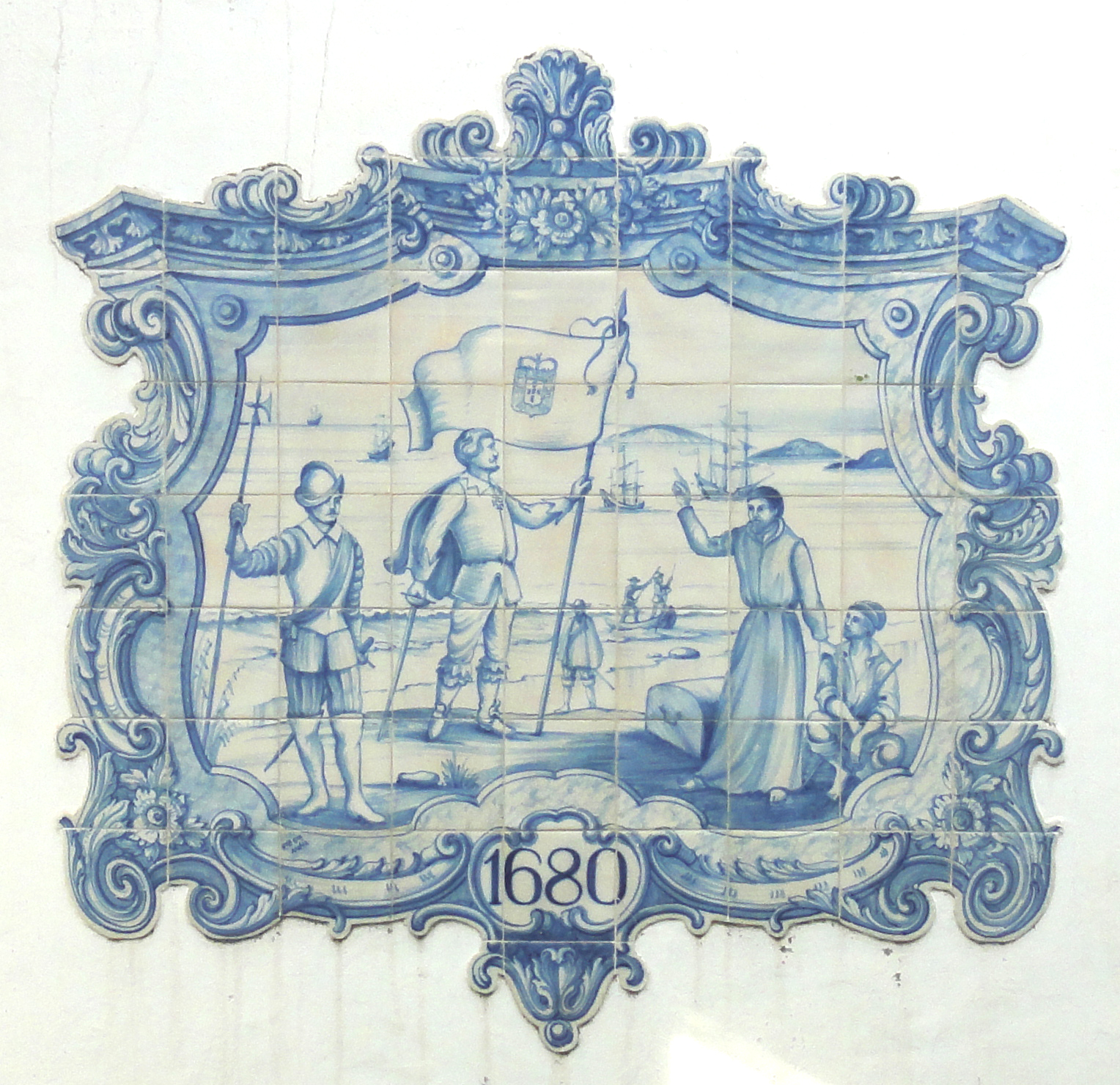
Painel de azulejos do Museu Português de Colônia representando a fundação do povoado, em 1680.

Manuel Lobo, já com patente de general, foi nomeado governador da Capitania do Rio de Janeiro pelo Príncipe Regente Pedro II de Portugal, como consta numa resolução datada de 8 de Outubro de 1678, por um período de três anos, como sucessor de Matias da Cunha. A nomeação fora uma premiação pela atuação de Manuel Lobo na guerra da Restauração. Um outro documento real, de 18 de Novembro de 1678, contém detalhadas instruções para que o novo governador dê início à colonização da parte sul do Brasil colônia, na região do Rio da Prata, logo depois de tomar posse da capitania.
O novo governador chegou ao Rio de Janeiro em 9 de Maio de 1679, e imediatamente iniciou os preparativos para a viagem ao sul, recrutando voluntários para a expedição e juntando mantimentos e barcos. Ao partir, deixou João Tavares Roldão no cargo de governador interino.
A expedição colonizadora era de variada composição. Os regimentos militares consistiam em três companhias de infantaria de 50 homens cada uma, sob o comando dos capitães João Lopes da Silveira, Manuel de Aquila Elgueta e Simão Farto de Brito. Havia ainda um regimento de cavalaria comandada pelo capitão Manuel Galvão, que na prática era o segundo de Manuel Lobo. Galvão era o único branco que levava sua esposa, Joana. A artilharia, cujo capitão era António Velho, levava 18 peças de artilharia em total. Outros personagens importantes eram Francisco Naper de Lencastre, que viria a ser governador de Colônia, e o capelão António Durão da Mota. Também acompanhavam a expedição dois jesuítas, artesãos (carpinteiros, pedreiros), índios e 60 escravos negros.
Do Rio de Janeiro, Manuel Lobo zarpou com três barcos para São Vicente, onde tentou juntar mais recursos e pessoal. Lá uniram-se à expedição dois barcos mais, de forma que a frota em total era composta por cinco barcos. A nave principal - a Santa Veríssima - tinha 30 canhões e era comandada pelo capitão António Fernandes Poderoso. Com os que embarcaram em São Vicente, a expedição tinha um total de 400 pessoas, aproximadamente.

#### Fundação de Colônia do Sacramento
Nos termos de uma provisão de 12 de Novembro de 1679, as capitanias do sul voltaram a depender da jurisdição do Rio de Janeiro, novamente autónoma em relação à Bahia (esta situação havia sido revogada em 1663). 
A partir de 1679 o Rio pôde assim servir de base para as expedições que fundaram a Colónia do Sacramento, às margens do Rio da Prata, no atual Uruguai, durante o Governo de Manuel Lobo, que governou a cidade entre 1679 e 1680.
O Conselho Ultramarino encarregou D. Manuel Lobo de construir uma fortaleza na Ilha de São Gabriel, em frente à costa norte do estuário do  Rio da Prata e depois em terra firme, para servir de apoio ao comércio com Potosí, região das Minas de Prata. A fortaleza estava exposta à rivalidade com a província espanhola do Rio da Prata, a algumas horas de travessia das tropas de Buenos Aires. Esta região seria por muitos anos motivo de confronto militar e diplomático entre os dois países ibéricos. 
A 9 de maio de 1678 D. Manuel Lobo tomou posse no Rio de Janeiro do cargo de  governador geral das capitanias do Sul. Varnhagen, porém, diz que foi nomeado a 12 de agosto de 1678 e tomou posse em maio de 1679. 
No dia 1 de janeiro de 1680 Manuel Lobo iniciou a fundação da nova colónia no rio da Prata e criou o ponto mais sensível e de maior atrito entre as duas metrópoles ibéricas, com imediata reação de Buenos Aires - já em 7 de agosto. A 20 de Janeiro Manuel Lobo, com sua esquadra, lançou âncora no rio da Prata perto de San Gabriel e tomou posse do território para ali edificar um forte. A 25 de fevereiro de 1680, Manuel Lobo escreveu à câmara de São Paulo, participa a feliz chegada, agradece auxílio e pede socorro de mantimentos, pois lhe faltam víveres. 
A 7 de agosto, porém, não pôde resistir a um ataque de uma importante esquadra espanhola, com forças militares compostas por 300 soldados espanhóis e 3000 índios guaranis. Uma derrota vivamente ressentida por Portugal, que logo encetou negociações diplomáticas com a Espanha e a Santa Sé, vendo-se confirmar mais tarde seu direito ao Sacramento.
Manuel Lobo faleceria 3 anos depois desta derrota, como prisioneiro de guerra, em Buenos Aires.

## Toponímia
A cidade de Colônia do Sacramento deu o nome de Manuel Lobo a uma rua.

## Ascendência[15][16]
|  |                                                                           |  |  |  |  |  |  |  |  |  |  |  |  |
|  | 8. Fernão Nunes da Costa, Tesoureiro-mór da Casa de Ceuta                 |  |  |  |  |  |  |  |  |  |  |  |  |
|  |                                                                           |  |  |  |  |  |  |  |  |  |  |  |  |
|  |                                                                           |  |  |  |  |  |  |  |  |  |  |  |  |
|  | 4. Gonçalo Serrão da Costa, Tesoureiro-mór da Casa de Ceuta               |  |  |  |  |  |  |  |  |  |  |  |  |
|  |                                                                           |  |  |  |  |  |  |  |  |  |  |  |  |
|  |                                                                           |  |  |  |  |  |  |  |  |  |  |  |  |
|  | 9. Violante Serrão Perestrelo                                             |  |  |  |  |  |  |  |  |  |  |  |  |
|  |                                                                           |  |  |  |  |  |  |  |  |  |  |  |  |
|  |                                                                           |  |  |  |  |  |  |  |  |  |  |  |  |
|  | 2. João da Costa Fogaça                                                   |  |  |  |  |  |  |  |  |  |  |  |  |
|  |                                                                           |  |  |  |  |  |  |  |  |  |  |  |  |
|  |                                                                           |  |  |  |  |  |  |  |  |  |  |  |  |
|  | 10. Manuel de Sousa Cid                                                   |  |  |  |  |  |  |  |  |  |  |  |  |
|  |                                                                           |  |  |  |  |  |  |  |  |  |  |  |  |
|  |                                                                           |  |  |  |  |  |  |  |  |  |  |  |  |
|  | 5. Violante de Eça                                                        |  |  |  |  |  |  |  |  |  |  |  |  |
|  |                                                                           |  |  |  |  |  |  |  |  |  |  |  |  |
|  |                                                                           |  |  |  |  |  |  |  |  |  |  |  |  |
|  | 11. Luísa de Castro                                                       |  |  |  |  |  |  |  |  |  |  |  |  |
|  |                                                                           |  |  |  |  |  |  |  |  |  |  |  |  |
|  |                                                                           |  |  |  |  |  |  |  |  |  |  |  |  |
|  | 1. Manuel Lobo                                                            |  |  |  |  |  |  |  |  |  |  |  |  |
|  |                                                                           |  |  |  |  |  |  |  |  |  |  |  |  |
|  |                                                                           |  |  |  |  |  |  |  |  |  |  |  |  |
|  | 12. D. António de Alcáçova Carneiro, Alcaide-mór de Campo Maior e Ouguela |  |  |  |  |  |  |  |  |  |  |  |  |
|  |                                                                           |  |  |  |  |  |  |  |  |  |  |  |  |
|  |                                                                           |  |  |  |  |  |  |  |  |  |  |  |  |
|  | 6. D. Manuel Lobo Carneiro                                                |  |  |  |  |  |  |  |  |  |  |  |  |
|  |                                                                           |  |  |  |  |  |  |  |  |  |  |  |  |
|  |                                                                           |  |  |  |  |  |  |  |  |  |  |  |  |
|  | 13. D. Maria de Noronha e Silva                                           |  |  |  |  |  |  |  |  |  |  |  |  |
|  |                                                                           |  |  |  |  |  |  |  |  |  |  |  |  |
|  |                                                                           |  |  |  |  |  |  |  |  |  |  |  |  |
|  | 3. D. Mariana de Menezes                                                  |  |  |  |  |  |  |  |  |  |  |  |  |
|  |                                                                           |  |  |  |  |  |  |  |  |  |  |  |  |
|  |                                                                           |  |  |  |  |  |  |  |  |  |  |  |  |
|  | 14. Jerónimo de Brito                                                     |  |  |  |  |  |  |  |  |  |  |  |  |
|  |                                                                           |  |  |  |  |  |  |  |  |  |  |  |  |
|  |                                                                           |  |  |  |  |  |  |  |  |  |  |  |  |
|  | 7. Catarina de Távora                                                     |  |  |  |  |  |  |  |  |  |  |  |  |
|  |                                                                           |  |  |  |  |  |  |  |  |  |  |  |  |
|  |                                                                           |  |  |  |  |  |  |  |  |  |  |  |  |
|  | 15. Teresa de Sande                                                       |  |  |  |  |  |  |  |  |  |  |  |  |
|  |                                                                           |  |  |  |  |  |  |  |  |  |  |  |  |
|  |                                                                           |  |  |  |  |  |  |  |  |  |  |  |  |